# Гарі Мортон
Гері Мортон (при нар. Мортон Голдапер; 19 грудня 1924 — 30 березня 1999) — американський стендап-комік, основним місцем проведення якого були готелі та курорти Борщового поясу в північній частині штату Нью-Йорк. Він народився в Нью-Йорку. Пізніше він був продюсером і керівником студії разом зі своєю другою дружиною Люсіль Болл.

## Відносини з Люсіль Болл
Мортон одружився з акторкою Сьюзан Морроу 17 грудня 1953 року. Вони розлучилися в серпні 1954 року, а 11 липня 1957 року шлюб був анулюваний в Лос-Анджелесі.
У 1960 році Мортон зустрів американську акторку, комікесу та телепродюсерку Люсіль Болл у Нью-Йорку за кілька місяців до того, як вона відкрилася на Бродвеї в мюзиклі Wildcat. Мортон стверджував, що він завжди був зайнятий робочими ночами, тому не бачив улюблений серіал «Я люблю Люсі». Вони одружилися 19 листопада 1961 року в Мармуровій колегіальній церкві в Нью-Йорку. Мортон підписав передшлюбну угоду, щоб придушити чутки про те, що він золотошукач. Мортон був на 13 років молодший за Болл.
Мортон активно брав участь у кар'єрі дружини з моменту їхнього шлюбу в 1961 році. Протягом сольних років, коли Болл очолювала Desilu Productions, Мортон та його шурин Фред Болл входили до ради директорів студії на різних посадах.
Пізніше ефективність Мортона у виконанні своїх обов'язків піддавалася увазі та критиці. Найбільш помітні з цих засуджень надійшли від Герберта Ф. Солоу та Роберта Х. Джастмана, чиї стосунки з Мортоном під час виробництва оригінального телесеріалу «Зоряний шлях» задокументовані в їхній книзі 1996 року «Зоряний шлях: реальна історія». Інші, включаючи Гранта Тінкера, виступили з власними спогадами про перебування Мортона в Desilu.
Більшість критиків називають будівництво Мортоном «Європейської вулиці» — ¾-масштабної копії вулиці ділового району в європейському стилі — марнотратним використанням коштів студії в той час, коли ощадливість була необхідністю. Згідно з фінансовими записами Desilu і Paramount, а також як повідомляють Солоу і Джастман, на цьому знімальному майданчику не було знято жодної телевізійної чи театральної постановки до того, як її знесли в 1977 році.
Після продажу Desilu компанії Gulf+Western у 1967 році Мортон допоміг Болл створити Lucille Ball Productions, щоб дозволити їй мати більше вільних рук у телевізійному виробництві. Мортон був виконавчим продюсером третьої серії Болл «Ось Люсі» (1968—1974), а також співвиконавчим продюсером її злощасного серіалу «Життя з Люсі» 1986 року. Окрім постановки завдань, він розігрівав публіку Болл перед її входом. Він також грав головні ролі в різних серіалах Болл і час від часу знімався у фільмах. Він зіграв вигаданого коміка з борщовим поясом Шермана Харта у фільмі «Ленні» (1974).

## Пізнє життя
У 1996 році Мортон одружився з Сьюзі Макаллістер. 30 березня 1999 року він помер від раку легенів у віці 74 років у Палм-Спрінгз, Каліфорнія.